# Campeonato Sergipano de Futebol de 1974
O Campeonato Sergipano de Futebol de 1974 foi a 51º edição da divisão principal do campeonato estadual de Sergipe. O campeão foi o Sergipe que conquistou seu 18º título na história da competição. O artilheiro do campeonato foi Nunes, jogador do Confiança, com 17 gols marcados.

## Premiação
| Campeonato Sergipano de 1974 |
| Aracaju                      |
| ---------------------------- |
| Sergipe Campeão (18º título) |